# Xinzo de Limia

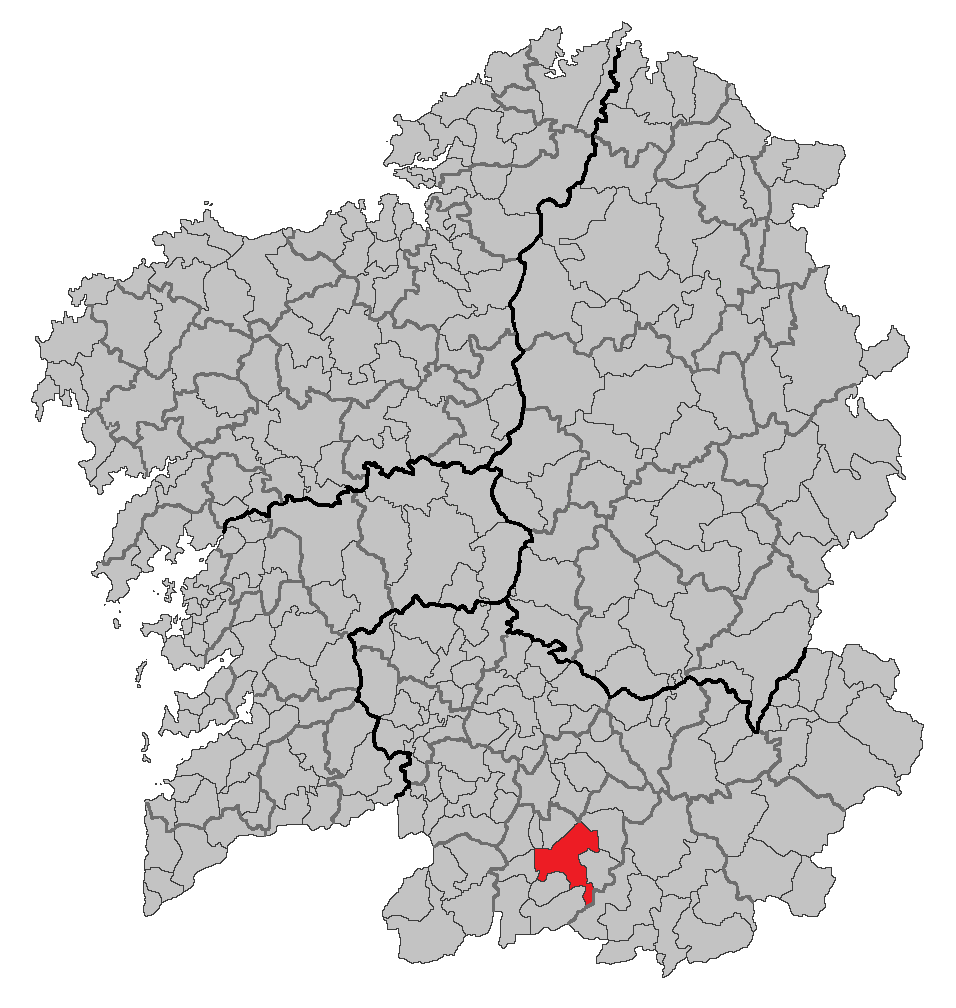
Localisation de Xizo de Limia en Galice

Ginzo de Limia (ou Xinzo de Limia) est une commune de la province d'Orense en Galice (Espagne), appartenant à la comarque A Limia. Cette municipalité est située à 35 km de Orense.

## Démographie
La municipalité a une superficie de 132,67 km2.
La population recensée en 2003 : 9 821 habitants, en 2004 : 9 869 habitants, en 2006 : 9 930 habitants. Cette petite ville est traversée par le fleuve Limia.

## Histoire
Xinzo de Limia, à l'instar des autres villages de la contrée A Limia, qui datent de l'époque romaine, conserve des vestiges de la voie romaine numéro XVIII, Via Nova, qui reliait Braga à Astorga. Ainsi, il reste encore les traces d'un canal de 26 kilomètres pour drainer la lagune.
La proximité avec le Portugal a supposé une conquête constante des rois portugais et une reconquête. En 1139/40, eu lieu la bataille de Cerneja dans les alentours.

## Patrimoine culturel
- Vestige mégalithique
- Église romane Iglesia de Santa Marina
- Le carnaval (entroido) de Xinzo de Limia est une fête déclarée d'intérêt touristique national.

## Les fêtes

### Entroido
La fête la plus importante est l'"Entroido" (c'est un carnaval ou tout le monde se déguise). Elle est considérée comme fête d'intérêt touristique nationale, car ce carnaval est le plus long de toute l'Espagne, effectivement ce carnaval s'étend sur 5 dimanches (fareleiro, oleiro, corredoiro, entroido y piñata).

### Esquecemento
Ou fête de l'oubli, se célèbre chaque année à la fin du mois d'août. Cette fête consiste à re-créer de façon historique la légende autour du rio Limia.